# Forces Armades d'Estònia
Les Forces de Defensa d'Estònia —en estonià: Eesti Kaitsevägi— constitueixen la força militar unificada de la República d'Estònia. Estan compostes per les Forces Terrestres, la Armada, la Força Aèria i la Lliga de Defensa d'Estònia, de caràcter paramilitar.
La política de defensa nacional té com a objectiu garantir la preservació de la independència i la sobirania de l'Estat, així com mantenir la integritat del seu territori, aigües territorials, espai aeri i ordre constitucional. Les seves principals metes segueixen sent el desenvolupament i el manteniment d'una capacitat creïble per defensar els interessos vitals de la nació, i d'unes forces armades que assegurin la seva interoperabilitat amb les dels Estats membres de l'OTAN i de la Unió Europea, a fi de participar en tota la gamma de missions d'aquestes aliances militars.

## Història
Les Forces de Defensa d'Estònia tenen els seus orígens vinculats a la Guerra d'Independència d'Estònia. Després de la primera fase de la Revolució Alemanya el novembre de 1918, que va posar fi a l'ocupació alemanya a Estònia, els representants d'Alemanya van lliurar formalment el poder polític i militar al Govern d'Estònia. Pocs dies després, Estònia va ser envaïda per forces militars de la Unió Soviètica, marcant l'inici de la Guerra d'Independència. El petit i mal armat exèrcit estonià, conegut també com la Força Popular —en estonià: Rahvavägi—, va ser inicialment obligat a retrocedir per l'Exèrcit Roig fins als voltants de Tallin, la capital del país. Tot just 34 quilòmetres separaven Tallinn de la línia del front. L'ofensiva soviètica va ser detinguda, en part, gràcies a l'arribada oportuna d'un enviament d'armes portades per una esquadra naval britànica.
El gener de 1919, les forces armades estones van llançar una contraofensiva —l'ofensiva de maig— sota el comandament del comandant en cap Johan Laidoner. Les forces terrestres van comptar amb el suport de la Marina Reialbritànica, així com amb voluntaris finlandesos, suecs i danesos. Per a finals de febrer de 1919, l'Exèrcit Roig havia estat expulsat de tot el territori estonià. El 2 de febrer de 1920, la República d'Estònia i la República Socialista Federativa Soviètica de Rússia van signar el Tractat de Pau de Tartu. Després de la victòria en la Guerra d'Alliberament davant de l'URSS i els voluntaris del Freikorps alemany, Estònia va mantenir la seva independència durant vint-i-dos anys.
L'agost de 1939, just abans de l’inici de la Segona Guerra Mundial, Stalin i Hitler van decidir en secret el destí de la República d’Estònia. Tots dos van acordar dividir Europa Oriental en «esferes d’interès especial», segons el que establia el Pacte Mólotov-Ribbentrop. Segons aquest tractat, Estònia quedava dins de la zona assignada a la Unió Soviètica. El govern estonià va acceptar un acord que permetia a l'URSS establir bases militars i estacionar 25.000 soldats en territori estonià per a una suposada «defensa mútua».
El 12 de juny de 1940, la Flota del Bàltic soviètica va rebre l’ordre d’imposar un bloqueig militar total a Estònia. Davant de l’aclaparadora superioritat militar soviètica i per evitar un vessament de sang en una guerra que es considerava inútil i perduda d’antuvi, el govern d’Estònia va decidir no oposar resistència el 17 de juny de 1940. L’ocupació militar del país es va completar el 21 de juny d’aquell mateix any. El juliol de 1940, les forces armades estonianes van ser desarmades per l’Exèrcit Roig, seguint ordres soviètiques.
Només el Batalló de Senyals, estacionat a Tallinn al carrer Raua davant de l’escola núm. 21 de Tallinn, va continuar resistint. A mesura que l’Exèrcit Roig va aportar reforços addicionals recolzats per vehicles de combat blindats, la batalla va durar diverses hores fins a la posta del sol. Al final, hi va haver un mort i diversos ferits al bàndol estonià i uns 10 morts i més ferits al bàndol soviètic. La resistència militar va acabar amb negociacions Signal Battalion es va rendir i va ser desarmat.
A la Segona Guerra Mundial, molts estonians es van unir a les unitats auxiliars de la Wehrmacht de l’Alemanya nazi, a més de contribuir eventualment amb voluntaris i reclutes per a la 20a Divisió de Granaders Waffen de les SS, que va lluitar contra l'URSS dels Aliats.
Les Forces de Defensa d'Estònia van ser restaurades el 3 de setembre de 1991 pel Consell Suprem de la República d'Estònia. Des de la seva reforma el 1991, les forces armades d'Estònia han reobert i restaurat més de 30 unitats antigues i noves, així com diverses branques de l'exèrcit.
Des de 2011, el comandant de les Forces de Defensa d'Estònia ha estat nomenat pel Govern d'Estònia i és responsable davant del Ministeri de Defensa, en lloc del Riigikogu, com havia estat abans. Això va ser degut a les esmenes constitucionals proposades per l'antic president d'Estònia, Toomas Hendrik Ilves.

## Estructura

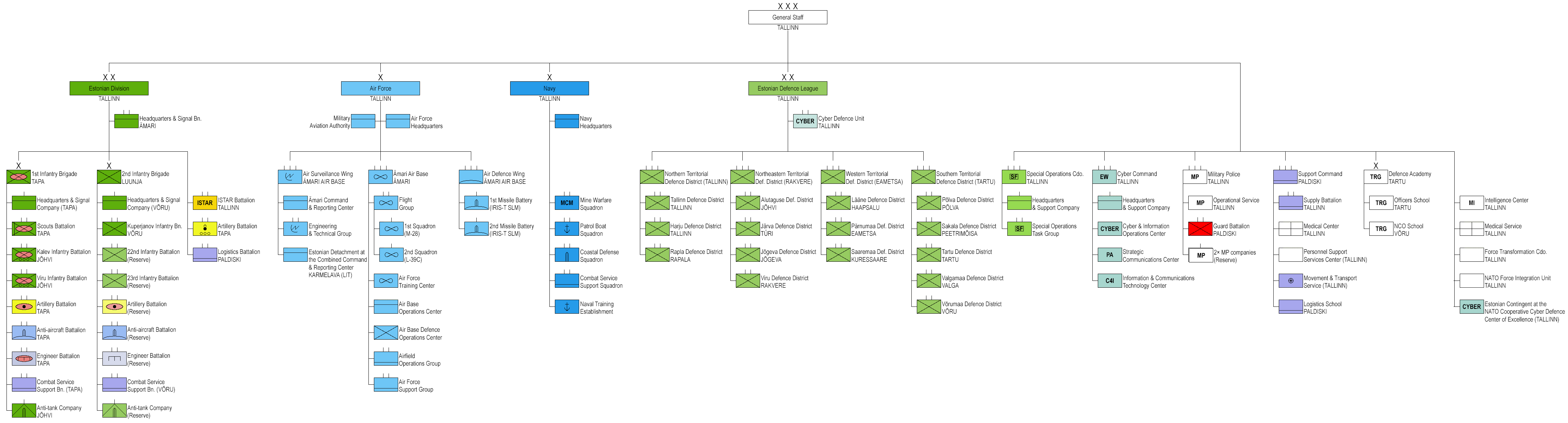
Organització de les Forces de Defensa d'Estònia a partir de gener de 2024

En temps de pau, les principals tasques de l'EDF són supervisar i mantenir el control sobre les fronteres territorials i l'espai aeri, mantenir la preparació per al combat, entrenar reclutes, desenvolupar unitats de reserva, participar en missions internacionals dirigides per l'OTAN i l'ONU i proporcionar assistència a les autoritats civils en cas d'emergència nacional.
En les crisis, les principals tasques de l'EDF són augmentar els nivells de preparació de les unitats segons sigui necessari, preparar-se per a la transició a l'estructura en temps de guerra i començar la mobilització segons les ordres, integrar unitats d'altres ministeris i preparar-se per a l'assistència i la recepció de forces amigues.
En temps de guerra, les principals tasques de l'EDF són defensar la integritat territorial de l'estat, facilitar l'arribada i el desplegament de forces d'altres països i cooperar amb elles, mantenir el control de l'espai aeri nacional i facilitar la defensa aèria dels actius estratègics en cooperació amb forces d'altres països.

### Lideratge de la Defensa Nacional
La defensa nacional d'Estònia es duu a terme sobre els principis de control civil, i està inherentment lligada a l'organització democràtica de l'estat. Les institucions executives elegides i designades democràticament prenen decisions sobre l'ús de les forces de defensa, determinen els seus respectius objectius, assignen els recursos necessaris i controlen l'assoliment dels objectius. L'aplicació dels principis de control civil està garantida pels drets, les obligacions i les responsabilitats relacionats amb la defensa legislats pel parlament, el president i el govern de la república. El màxim dirigent de la defensa nacional és el president, que és assessorat en matèria de defensa nacional pel Consell de Defensa Nacional. El consell està format pel president del Parlament, el primer ministre, el cap de les Forces de Defensa (comandant en cap de les forces de defensa en temps de guerra), el ministre de Defensa, el ministre de l'Interior, el ministre d'Afers Exteriors i el president del Comitè Parlamentari de Defensa Nacional. El govern federal té el poder executiu en la direcció de la defensa nacional.

### Seu
En temps de pau, les Forces de Defensa d'Estònia i les organitzacions de defensa nacional, inclosa la Lliga de Defensa, estan dirigides pel comandant de les Forces de Defensa d'Estònia. En temps de guerra, tots aquests components estan comandats pel comandant en cap de les forces de defensa. El Cap de les Forces de Defensa i el Comandant en Cap de les Forces de Defensa són nomenats i alliberats pel Ministeri de Defensa i el Gabinet a proposta del President de la República d'Estònia.
El quarter general de les Forces de Defensa d'Estònia és el quarter general de l'exèrcit d'Estònia i actua com a òrgan de treball del comandant de les Forces de Defensa d'Estònia. L'Estat Major és un estat major conjunt, compromès amb el lideratge operatiu, la formació i el desenvolupament de les forces de defensa. El lideratge operatiu és implementat per l'Estat Major Operatiu, que planifica i controla les operacions, assegurant la preparació i la mobilització de la defensa. Els departaments de formació i desenvolupament són responsables de la planificació a llarg i mitjà termini, la planificació dels recursos, l'organització i el control de la implementació de les activitats de defensa nacional. L'Estat Major de les Forces de Defensa està encapçalat pel Cap de la Prefectura de les Forces de Defensa d'Estònia.

### Forces terrestres

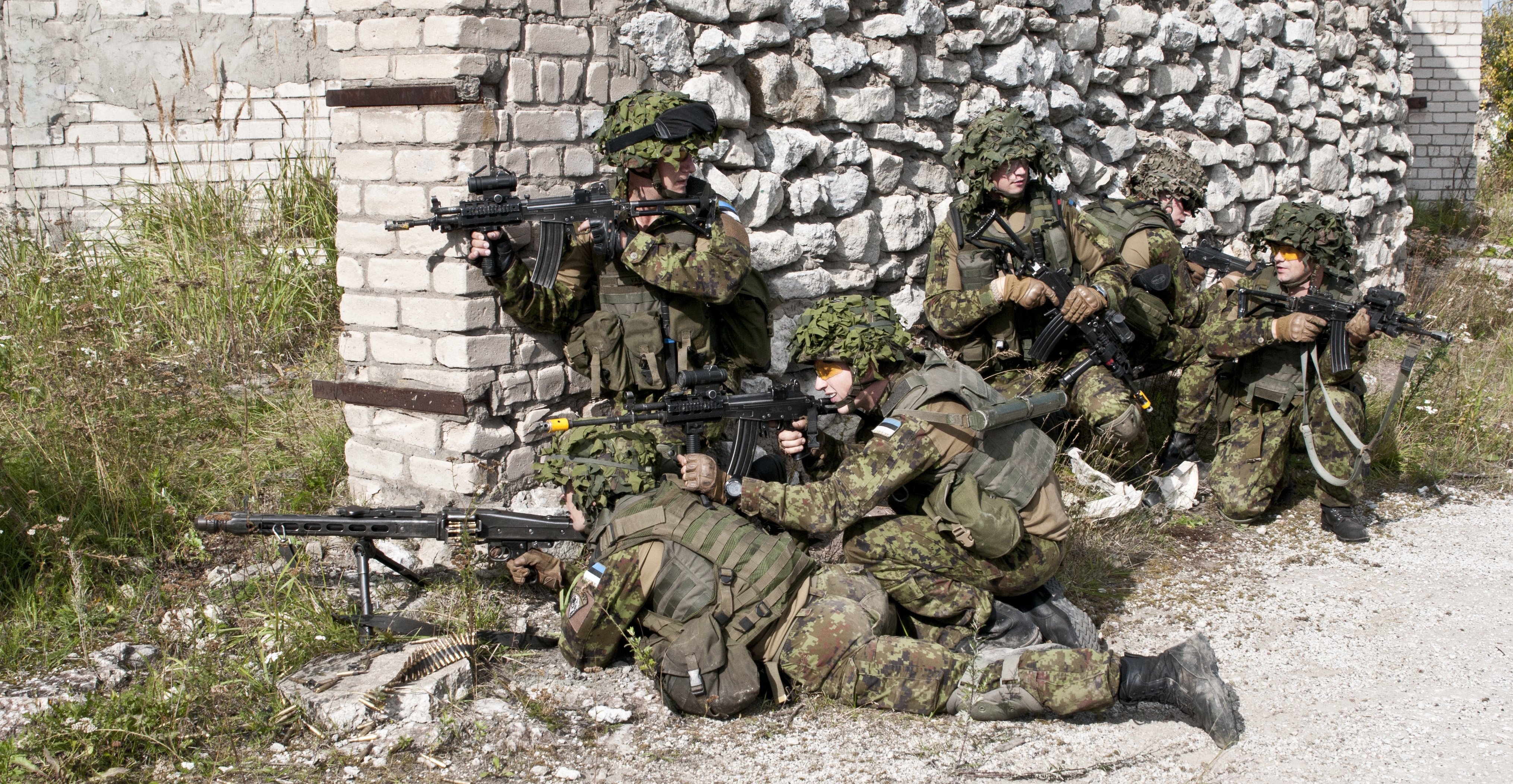
Steadfast Javelin II, 2014.

Les Forces Terrestres d'Estònia —en estonià: Maavägi— constitueixen el principal component de les forces de defensa. En temps de pau, la seva mida mitjana és d'uns 6.700 efectius, dels quals aproximadament 3.200 són reclutes. L'estructura operativa de l'Exèrcit està composta per la Divisió d'Estònia, que inclou la 1a i la 2a Brigades d'Infanteria, així com un batalló d'artilleria i unitats de suport. Ambdues brigades d'infanteria funcionen com a estructures d'instrucció i suport per a les unitats desplegables. Les prioritats de desenvolupament de les Forces Terrestres se centren en la capacitat de participar en missions fora del territori nacional i en la de realitzar operacions per protegir el territori estonià, també en cooperació amb els aliats.

#### LaLliga de Defensa d'Estònia
La Lliga de Defensa  Estoniana—en estonià: Kaitseliit— és una organització nacional de defensa voluntària i paramilitar de la República d'Estònia, gestionada pel Ministeri de Defensa. El seu objectiu és garantir la preservació de la independència i la sobirania de l'Estat, la integritat del seu territori i l'ordre constitucional. La Lliga de Defensa compta amb armament i participa en exercicis militars, complint amb les funcions que li assigna la llei. L'organització està dividida en quatre Districtes de Defensa Territorial, compostos per quinze unitats regionals de la Lliga, denominades malevs, els àmbits de responsabilitat dels quals coincideixen majoritàriament amb les fronteres dels comtats estonians.

### Marina
L'Armada d'Estònia —en estonià: Merevägi— és la responsable de totes les operacions navals i de la protecció de les aigües territorials del país. Les seves principals funcions són la defensa del litoral i les aigües territorials, la garantia de la seguretat marítima, el manteniment i gestió de les comunicacions i el trànsit marítim, així com la cooperació amb la OTAN i amb les armades de països aliats.

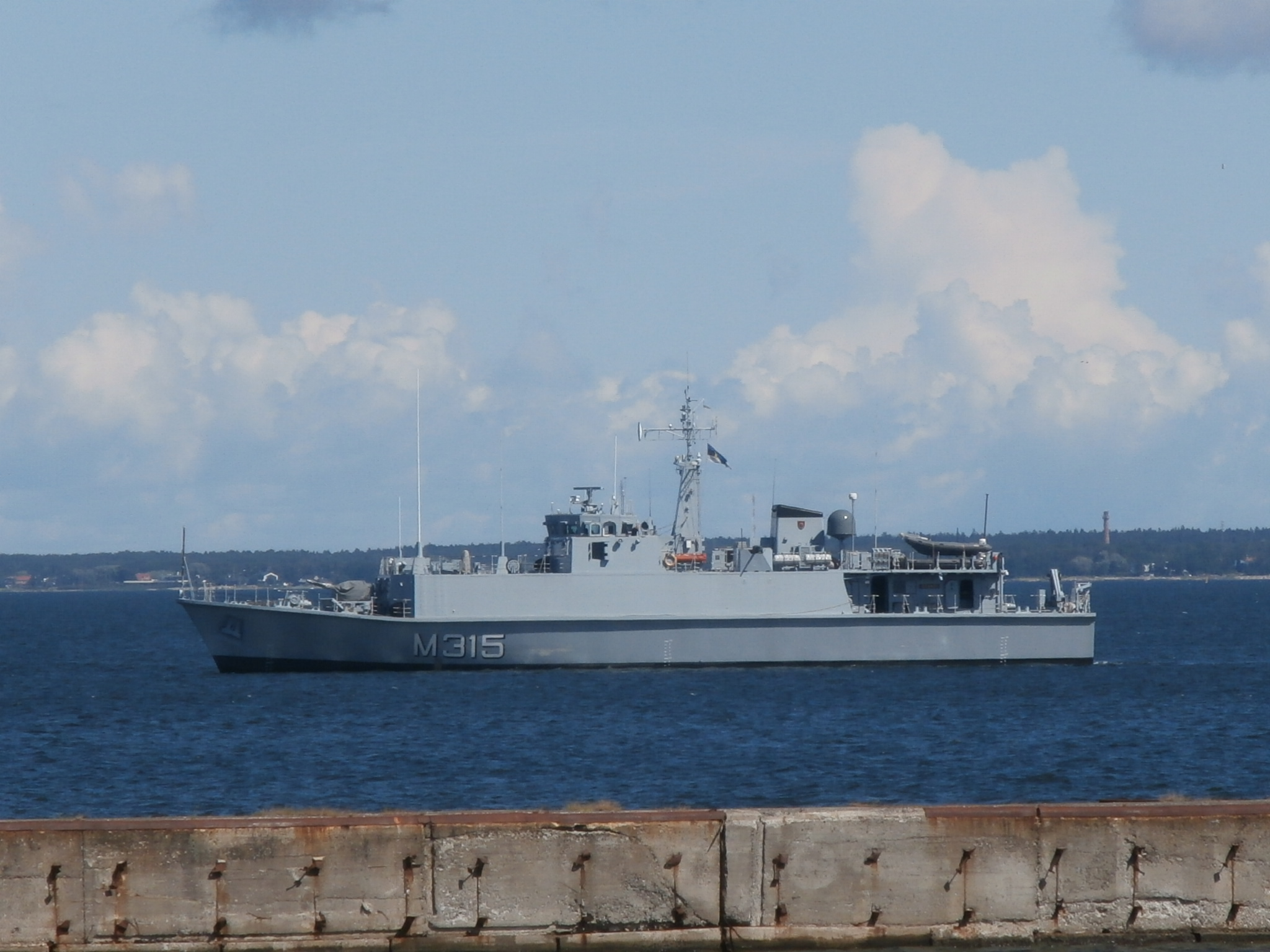
EML Ugandi al mar.

En situacions de crisi, la Merevägi ha de ser preparada per defensar les zones marítimes i per col·laborar amb unitats de coalició. La Merevägi inclou unitats de patrulleres, dragamines, una fragata i unitats de guardacostes. Aquest equipament és necessari per garantir la seguretat de les rutes marítimes i per establir o eliminar barreres de mines. La majoria de les forces navals estan situades a la base naval de Miinisadam. La seva estructura actual inclou la Divisió de Vaixells Caçamines, que també compta amb un grup de busseig. A més, es troben a Tallin l'Acadèmia Naval i el Quarter General Naval.
Des del 1995, s'han dut a terme nombroses operacions de neteja de mines en aigües estonianes en estreta cooperació amb altres armades de la regió del mar Bàltic, amb l'objectiu de localitzar i eliminar artefactes explosius, contribuint així a una navegació segura. El 2007, la flota de vaixells caçamines de la Merevägi va ser modernitzada i equipada amb caçamines de classe Sandown. El 2010, d'acord amb el pla de desenvolupament de defensa a llarg termini, es va anunciar que la Merevägi rebria noves capacitats. Entre aquestes, l'adquisició de patrulleres ràpides multipropòsit va ser establerta com a prioritat. Aquestes embarcacions millorarien la defensa de les aigües territorials i la vigilància marítima. A més de les noves capacitats, també es va contemplar una millora en els sistemes de comandament i control, així com en les comunicacions entre la costa i les embarcacions.

### Exèrcit de l'Aire

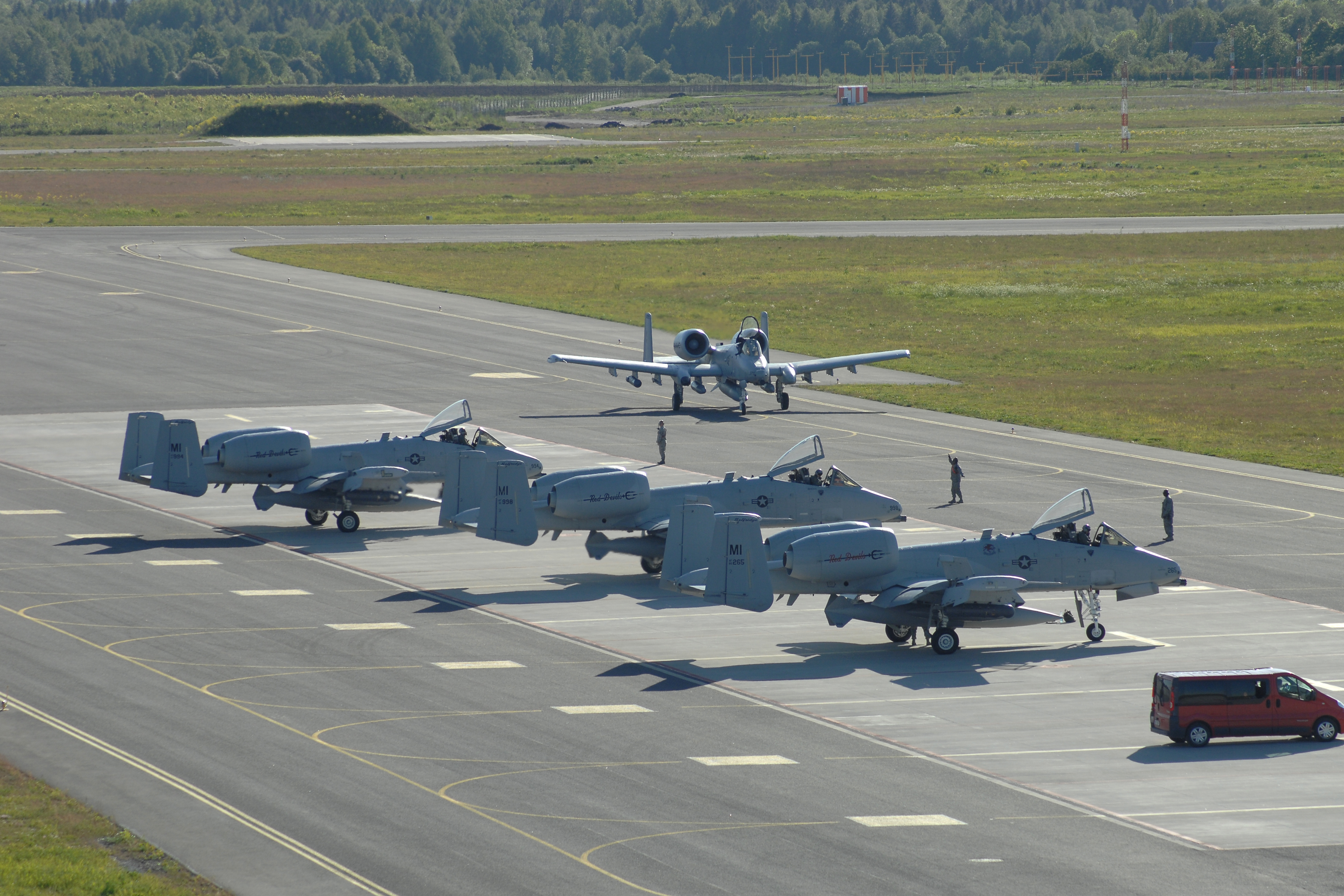
Avió d'atac terrestre A-10 de la Guàrdia Nacional Aèria de Michigan a la Base Aèria d'Ämari.

La Força Aèria d'Estònia —en estonià: Õhuvägi— és el principal component de les forces d'aviació estonianes. Els seus orígens es remunten al 1918, quan August Roos va organitzar la primera unitat aèria del país. La Guerra d'Independència va impulsar significativament el desenvolupament de l'aviació militar estoniana, que a mitjan dècada de 1930 comptava amb més de 130 aeronaus modernes. L'organització incloïa el Grup d'Aviació Naval, l'Escola de Vol, la Base Aèria i el Grup d'Artilleria de Defensa Aèria. Enginyers estonians van dissenyar i construir caces que van demostrar un rendiment excel·lent. La Força Aèria va ser restablida el 1991 amb els objectius de controlar l'espai aeri nacional i protegir objectes estratègics mitjançant defensa aèria.
El procés de reforma de la Força Aèria va ser lent a causa de la infraestructura severament danyada que va deixar la Força Aèria soviètica i les seves unitats de defensa aèria. La restauració oficial va tenir lloc el 13 d'abril de 1994. Entre 1993 i 1995, Estònia va rebre dos avions de transport Let L-410 Turbolet, Let L-410 UVP, tres helicòpters Mil Mi-2 i quatre Mil Mi-8. També es van heretar antics equips soviètics de radar i artilleria antiaèria.
La majoria de les unitats de la Força Aèria d'Estònia estan actualment estacionades a la Base aèria d'Ämari, la renovació de la qual es va completar el 2012. Tant l'aeròdrom com la guarnició d'Ämari estan orientats a facilitar i preparar la cooperació amb l'OTAN i les forces aèries de països aliats. La base permet prestar serveis estandarditzats per a aeronaus i aeròdroms, necessaris per al suport a les forces aliades en territori nacional.

### Altres estructures

#### Força d'Operacions Especials
La Força d'Operacions Especials d'Estònia (estonià: Erioperatsioonide väejuhatus; ESTSOF) és una unitat de forces especials dins de la Força d'Operacions Especials d'Estònia. És el comandament encarregat de supervisar les unitats d'operacions especials de les Forces Armades d'Estònia. El seu objectiu principal és el desenvolupament de capacitats per a la guerra no convencional. Té la tasca de planificar, preparar i executar operacions especials. Aquestes inclouen el reconeixement especial i la vigilància, el suport militar (Entrenament i/o lideratge de guerrilles i unitats militars d'altres països en combat) i l'acció directa. L'ESTSOF està sota el comandament directe del Comandant de les Forces de Defensa d'Estònia.

#### Comandament Cibernètic
El Comandament Cibernètic de les forces de defensa estonianes està encarregat de dur a terme ciberoperacions per tal de donar suport a la zona de responsabilitat del Ministeri de Defensa. Les seves tasques consisteixen a assegurar el funcionament dels serveis informàtics i a dur a terme una ciberguerra defensiva i ofensiva.

#### Ciberseguretat
L'exèrcit d'Estònia ha introduït una nova formació de defensa i guerra cibernètica basada en el segle xxi per tal de protegir la infraestructura vital i la infraestructura electrònica d'Estònia. Una de les organitzacions estatals líders en la ciberdefensa d'Estònia és el CERT (l'equip de resposta d'emergència informàtica d'Estònia), establert el 2006, com a responsable dels incidents de seguretat a les xarxes informàtiques .ee. La seva tasca és ajudar els usuaris d'Internet d'Estònia en la implementació de mesures preventives, per tal de reduir els possibles danys dels incidents de seguretat i ajudar-los a respondre a les amenaces de seguretat. La unitat s'ocupa dels incidents de seguretat que es produeixen a les xarxes d'Estònia, s'hi inicien o dels quals han estat notificats per ciutadans o institucions d'Estònia o de l'estranger. El 25 de juny de 2007, el president estonià Toomas Hendrik Ilves es va reunir amb el president dels Estats Units, George W. Bush. Entre els temes tractats hi havia els atacs a la infraestructura electrònica d'Estònia. Els atacs van provocar que diverses organitzacions militars d'arreu del món reconsideressin la importància de la seguretat de la xarxa en la doctrina militar moderna. El 14 de juny de 2007, els ministres de defensa dels membres de l'OTAN van celebrar una reunió a Brussel·les, emetent un comunicat conjunt prometent una acció immediata. Es calculava que els primers resultats públics arribarien a la tardor de 2007. Arran dels atacs cibernètics a Estònia el 2007, els plans per combinar la defensa de la xarxa amb la doctrina militar d'Estònia i els plans relacionats de l'OTAN per crear un Centre de Defensa Cibernètica a Estònia, van ser sobrenomenats la defensa del tigre (Tiigrikaitse), en referència a Tiigrihüpe.

### Defensa Territorial
La Defensa Territorial és una força de reserva, que es basa en la Lliga de Defensa d'Estònia -una organització militar voluntària- que actua a l'àrea de responsabilitat del Ministeri de Defensa. Està format per quatre districtes territorials. Té l'encàrrec de planificar i dur a terme operacions militars amb les unitats sota el seu comandament.
La Lliga de Defensa posseeix armes i es dedica a exercicis militars. L'objectiu principal de la Lliga de Defensa és, sobre la base de la lliure voluntat i iniciativa dels ciutadans, augmentar la disposició de la nació per defensar la seva independència i l'ordre constitucional, fins i tot en cas d'amenaça militar. Té un paper important en el suport de les estructures civils. Els seus membres ajuden a apagar incendis forestals, es fan voluntaris com a membres de la policia assistent i garanteixen la seguretat en diversos esdeveniments públics. Les unitats, formades per membres voluntaris de la Lliga de Defensa, també participen en operacions internacionals de suport a la pau com als estats dels Balcans. La Lliga de Defensa i les seves organitzacions afiliades mantenen relacions positives amb organitzacions associades dels països nòrdics, els Estats Units i el Regne Unit.

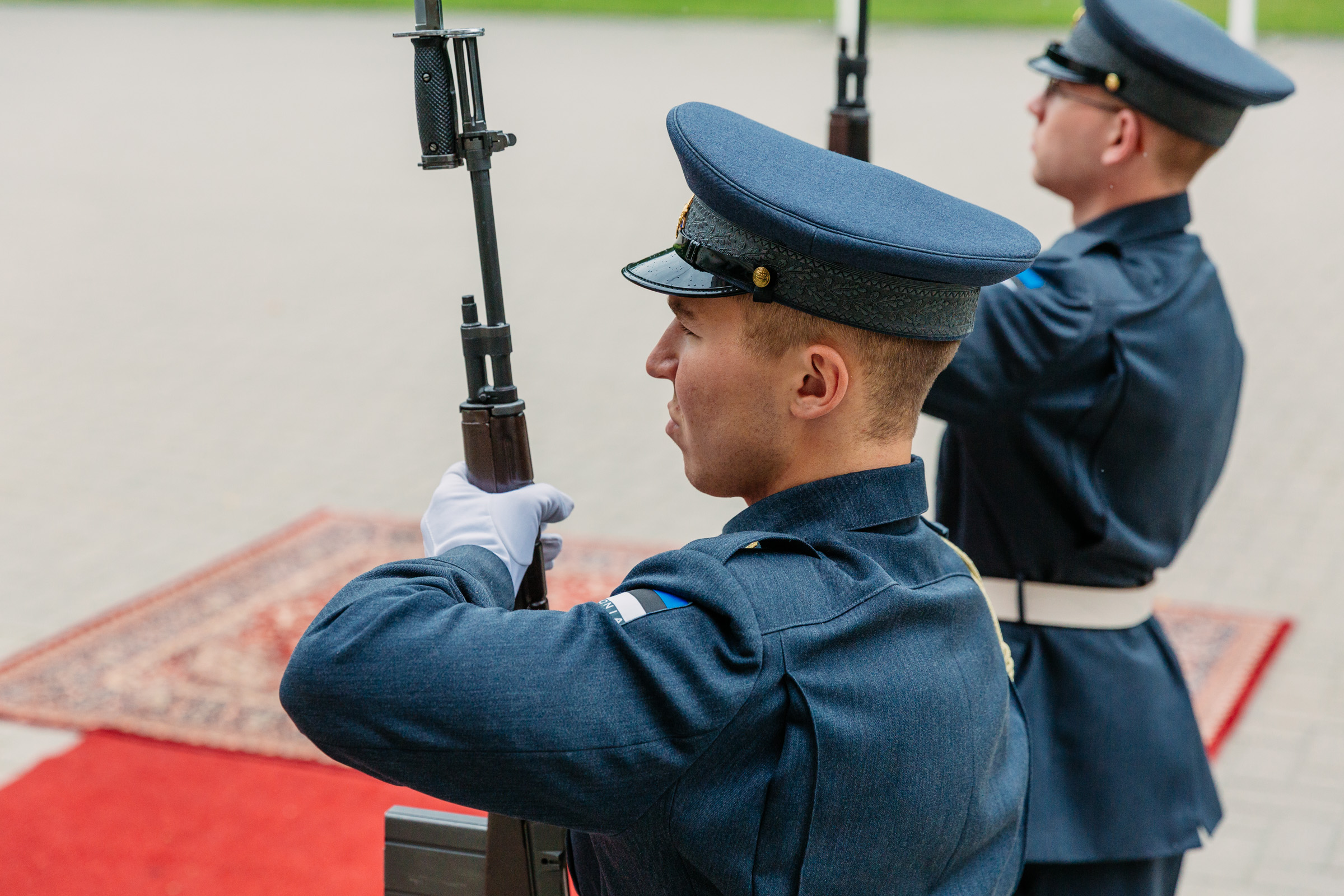
Un soldat estonià presentant armes

Les Forces de Defensa estan formades per unitats militars bàsiques per un total de 6.500 oficials i reclutes. La mida operativa planificada en temps de guerra a partir del 2017 era de 21.000 persones, que s'ha d'augmentar a més de 24.400 el 2026. L'exèrcit estonià s'estructura segons el principi de forces de reserva, el que significa que la majoria de les forces de defensa estatals són unitats de reserva.
En temps de pau, els reservistes realitzen entrenaments periòdics i l'estat compra equipament i armes. En temps de guerra, els reservistes es mobilitzen en unitats militars. Les unitats de reserva es formen segons el principi territorial, (és a dir, els reclutes d'una àrea són crida/anomena/anomenats a una unitat singular) i després del servei s'envien a la reserva com una unitat. L'exèrcit estonià es troba sempre en un estat de preparació de defensa constant en cooperació amb els altres serveis.

### Reclutament obligatori

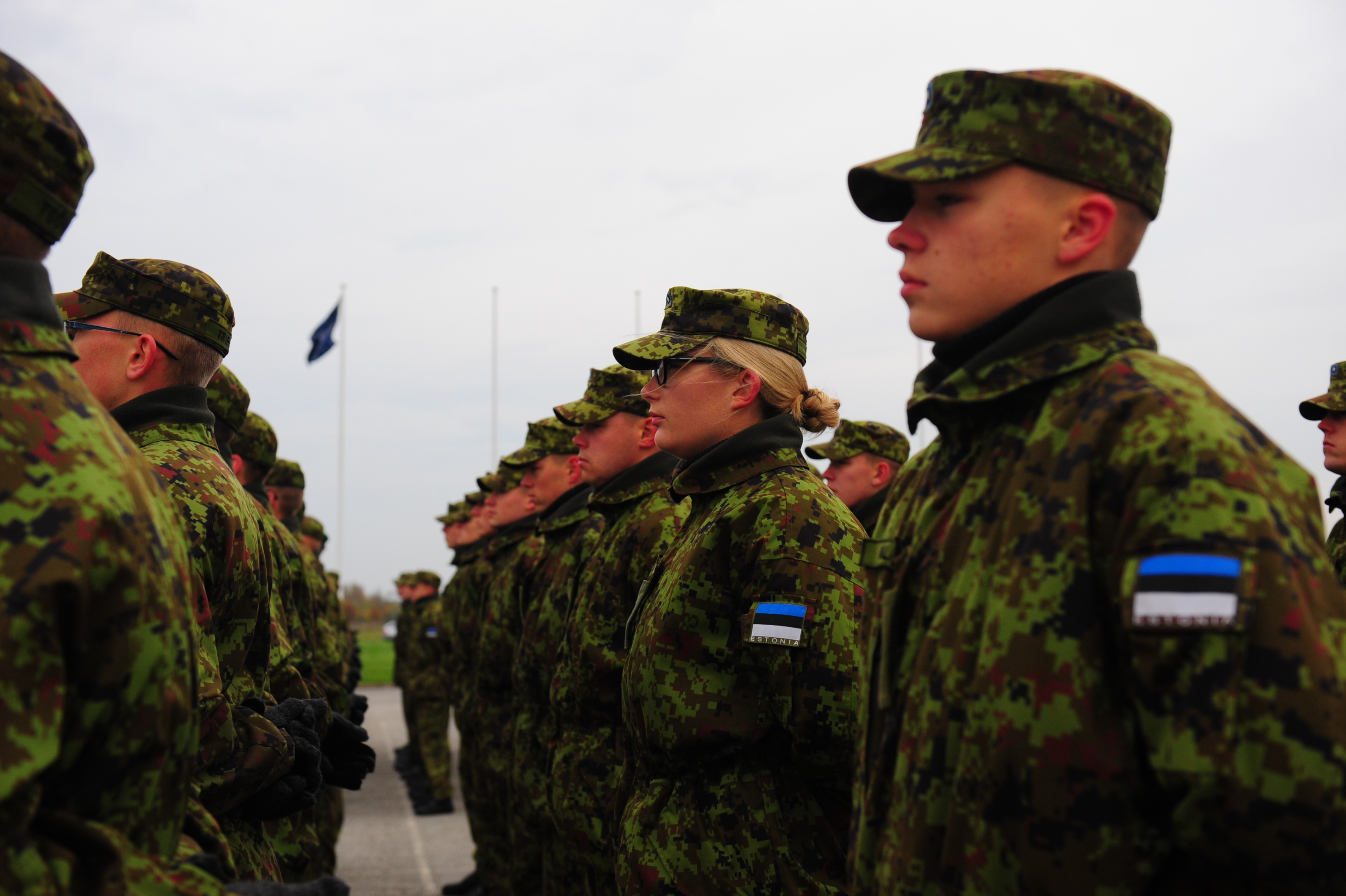
Reclutes estonians en formació

Estònia va instituir el servei militar obligatori a finals de 1991. Al voltant de 3.200 reclutes, inclòs un petit nombre de dones, entren cada any a les unitats militars de les Forces de Defensa d'Estònia. No hi ha reclutes a la Força Aèria Estònia. El servei té una durada d'11 mesos per a aquells formats com a suboficials, conductors, policies militars i especialistes. Altres soldats serveixen 8 mesos. Els reclutes serveixen a les unitats de suport d'infanteria, artilleria, defensa aèria, enginyeria, comunicacions, naval i servei de combat, així com subunitats antitanc, de reconeixement, morter i policia militar. El 2023, el ministre de Defensa estonià va proposar ampliar el termini màxim del servei obligatori a 12 mesos per a determinades especialitats.
Segons el Pla de Desenvolupament de la Defensa Nacional, el nombre anual de reclutes hauria d'arribar als 4.000 el 2022 després d'una revisió dels requisits mèdics i físics. Augmentar el nombre de soldats requeriria més barraques, armes i altres infraestructures.

## Cooperació internacional

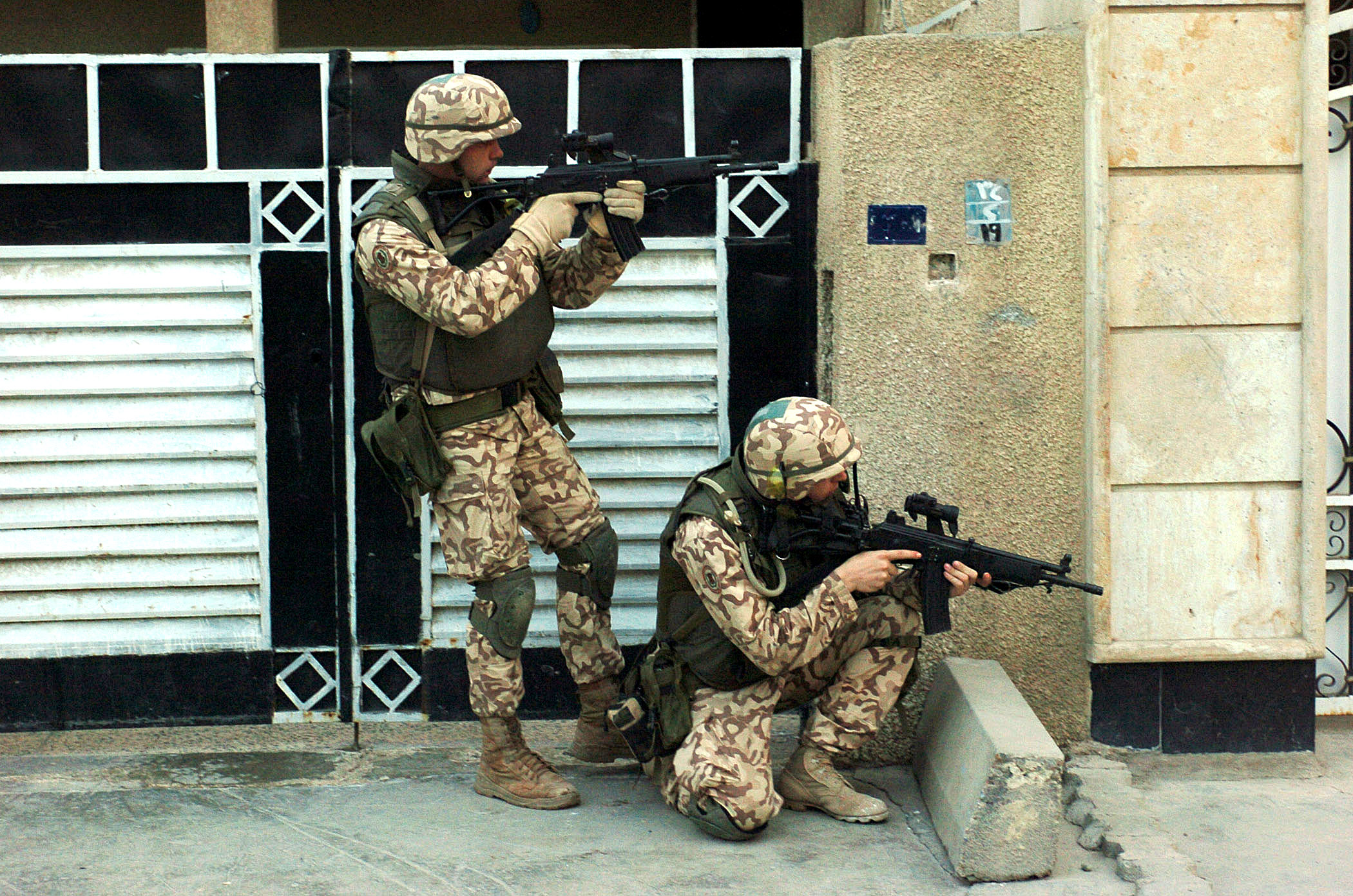
Soldats estonians a l'Iraq armats amb rifles IMI Galil (2005)

Des de 2004, Estònia és membre de ple dret de l'OTAN; l'adhesió s'havia convertit en una de les seves principals prioritats després de la restauració de la independència. Els Estats Units són un dels països amb els quals Estònia té una cooperació molt estreta en els àmbits de la defensa i la seguretat. Actualment, Estònia participa a la Força de Resposta de l'OTAN i contribueix a la NTM-I (Missió d'entrenament de l'OTAN - Iraq). Fins al 2009, Estònia tenia 40 soldats lluitant al costat de les forces nord-americanes a la Guerra de l'Iraq i 150 soldats, o al voltant del 3% de la seva força militar activa total, lluitant al costat de les forces britàniques durant la Guerra de l'Afganistan. Les forces estonianes s'han retirat des de l'Iraq. En ambdós casos, les unitats es van rotar regularment. Estònia també proporciona forces de pau per a missions internacionals tant a Bòsnia com a Kosovo en el marc de la KFOR, contribueix als grups de batalla de la UE i a les rotacions de les Forces de Resposta de l'OTAN i participa en les operacions antipirateria de la UE a les costes de Somàlia. L'exèrcit estonià empra armes i equipaments STANAG (OTAN interoperables) adquirits a Finlàndia, Suècia, Alemanya, Dinamarca, Gran Bretanya, Estats Units i Israel.